# Selepa nigralba
Selepa nigralba är en fjärilsart som beskrevs av George Francis Hampson 1895. Selepa nigralba ingår i släktet Selepa och familjen trågspinnare. Inga underarter finns listade i Catalogue of Life.